# Карманово (Татишлинський район)
Карма́ново (рос. Карманово, башк. Ҡарман) — присілок у складі Татишлинського району Башкортостану, Росія. Входить до складу Буль-Кайпановської сільської ради.
Населення — 37 осіб (2010; 60 у 2002).
Національний склад:
- башкири — 98 %